# ジロンド川

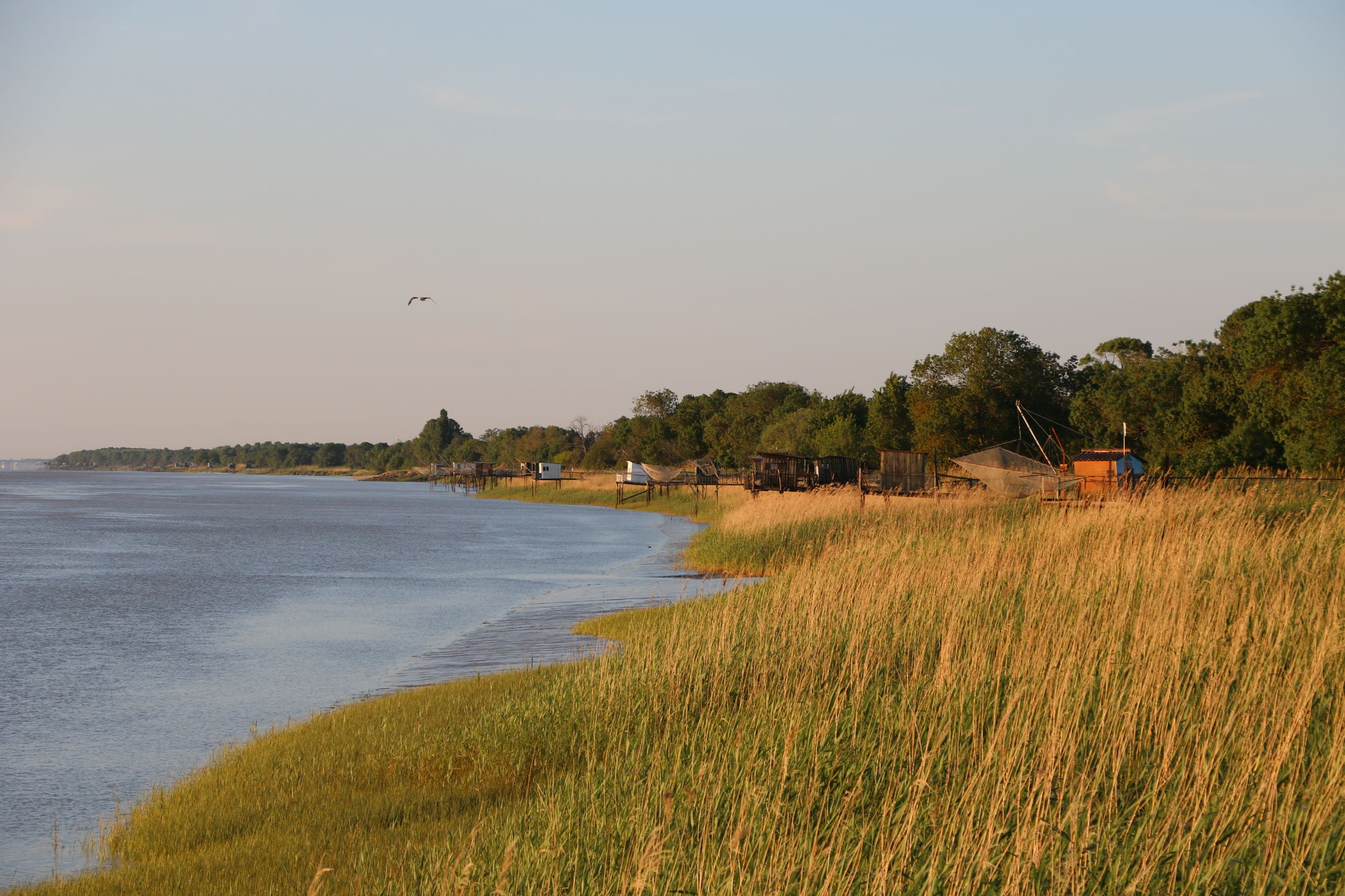
ジロンド川、ポーイヤック市

ジロンド川（ジロンドがわ、フランス語: Estuaire de la Gironde）は、フランスのアキテーヌ地域圏のジロンド県内を流れる川である。
地理学上は三角江（フランス語: Estuaire）であり、川と湾、あるいは入り江との中間的な水域だが、日本語では「川」と訳される。幅は3kmから11kmもあり、水深も大型船が航行できる。

## 地理

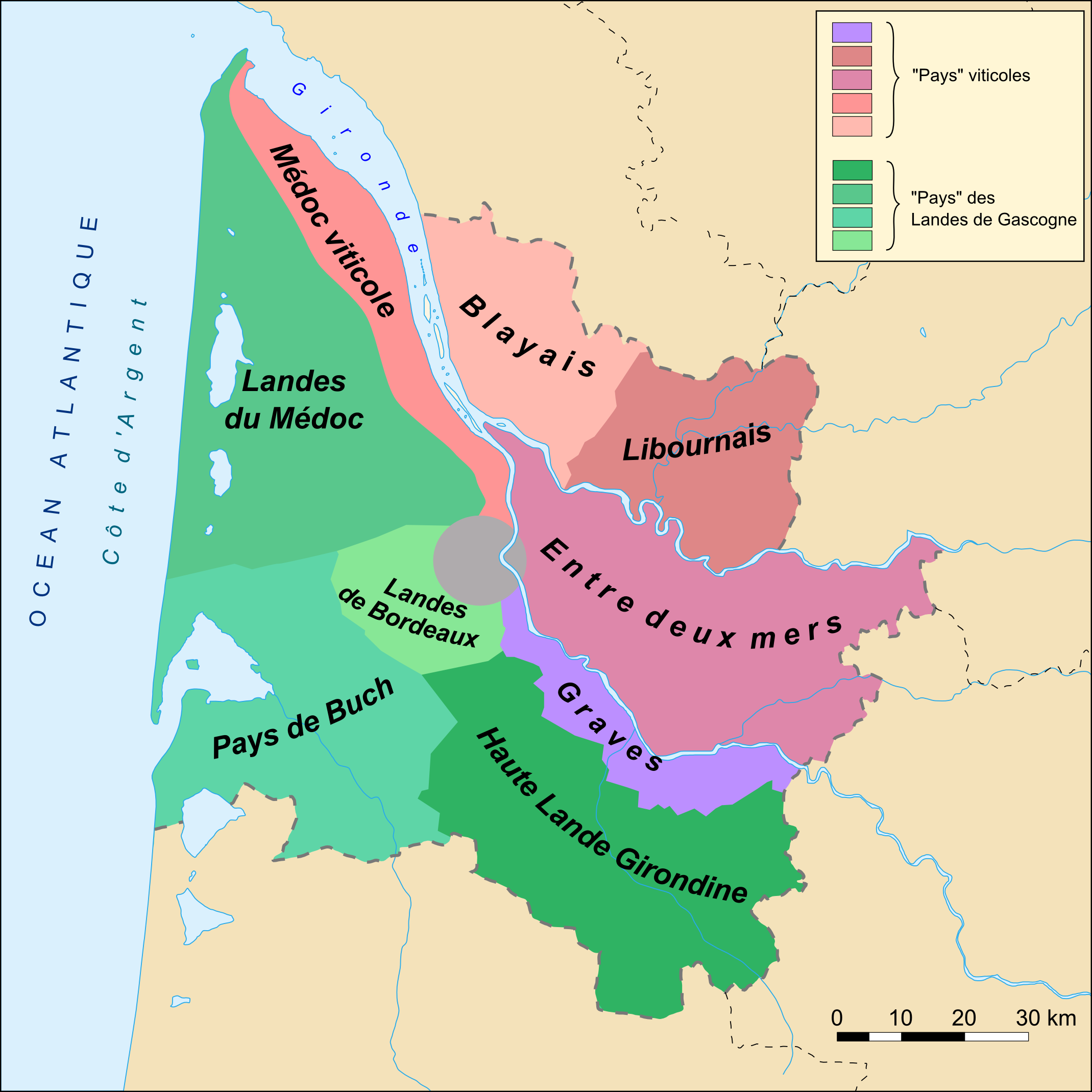
ジロンド川は図左上のGirondeと書かれている部分である。なお、2本の川が合流してジロンド川となっているが、このうちの北側がドルドーニュ川で、南側がガロンヌ川である。

アキテーヌ地方を流れるガロンヌ川が中心都市であるボルドー市の下流（北側）２０kmの地点で、ドルドーニュ川と合流し、ジロンド川となる。全長は65kmで、北へ流れたあとわずかに北西に向きを変え、ビスケー湾に注いでいる。
両岸は、ボルドーワインの特産地になっている。

## 支流
- ガロンヌ川
  - ロット川
  - タルン川
    - アヴェロン川

  - アリエージュ川
- ドルドーニュ川